# Demografía de Corea del Norte
La población de Corea del Norte es una de las poblaciones homogéneas del mundo, étnica y lingüísticamente, incluyendo apenas pequeñas comunidades chinas y japonesas así como vietnamitas. La lengua coreana no forma parte de ninguna familia lingüística mayor.
El sistema de escritura del coreano, llamado Hangul, fue inventado en el siglo XV por el rey Sejong el Grande para sustituir al sistema de caracteres chinos, conocidos en Corea como Hanja, que ya no se usan de forma oficial en el Norte. Corea del Norte continua con el sistema de romanización McCune-Reischauer del coreano, contrastando con el Sur que revisó la romanización en el año 2000.

## Población

### Población total
26 361 288 habitantes (2024 est.)

### Proyecciones
| Año  | Población Norcoreana | Fuente |
| ---- | -------------------- | ------ |
| 2030 | 27 046 366           | [ 2 ]  |
| 2040 | 27 690 410           | [ 2 ]  |
| 2050 | 27 907 862           | [ 2 ]  |
| 2060 | 28 200 450           | [ 2 ]  |
| 2070 | 28 516 644           | [ 2 ]  |
| 2080 | 28 978 298           | [ 2 ]  |
| 2090 | 29 693 108           | [ 2 ]  |
| 2100 | 30 512 036           | [ 2 ]  |

## Evolución demográfica
En el actual territorio de Corea del Norte.
- 1900: 7,4 millones.
- 1910: 7,8 millones.
- 1920: 8,2 millones.
- 1930: 8,6 millones.
- 1940: 9 millones.
- 1950: 9,7 millones.
- 1953: 9 millones.(descenso producto de la Guerra de Corea).
- 1960: 10,5 millones.
- 1970: 13,9 millones.
- 1980: 18,3 millones.
- 1990: 21,6 millones.
- 1995: 23,9 millones.

## Estadísticas demográficas
Estos son algunos datos estadísticos realizadas por CIA World Factbook.

### Edad ternaria
Hombres: 11.065.832 (51,12%)
Mujeres: 11.037.513 (49,01%)
0–14 años:
21.3% (2 440 439 hombres / 2 376 557 mujeres)

15–64 años:
69.4% (7 678 889 hombres / 7 545 399 mujeres)

65 años en adelante:
9.4% (820 504 hombres / 1 305 557 mujeres) (2009 est.)

### Tasa de crecimiento en la Población
1.02% (1991 est.)

0.31% (1996 est.)

46.77% (2006 est.)

0.42% (2009 est.)

### Tasa de nacimientos
20.01 nacimientos/1,000 población (1991 est.)

17.58 nacimientos/1,000 población (1996 est.)

14.61 nacimientos/1,000 población (2006 est.)

14.61 nacimientos/1,000 población (2008 est.)

### Tasa de muerte
8.94 muertes/1,000 población (1991 est.)

9.52 muertes/1,000 población (1996 est.)

7.29 muertes/1,000 población (2006 est.)

7.29 muertes/1,000 población (2008 est.)

### Tasa de inmigración
-0.01 migrantes(s)/1,000 población (2009 est.)

### Sexo por ratio
al nacer:
1.06 hombres(s)/mujer

15 años:
1.03 hombre(s)/mujer

15–64 años:
0.98 hombre(s)/mujer

65 años para adelante:
0.63 hombre(s)/mujer

total de población:
0.95 hombre(s)/mujer (2009 est.)

### Tasa de mortalidad infantil
total: 51.34 muertes/1,000 nacimiento de vida(2009 est.)

### Esperanza de Vida
población total:
63.81 años

hombre:
61.23 años

mujer:
66.53 años (2009 est.)

#### Songbun(sistema de castas)
Según varias fuentes occidentales, las autoridades han dividido a la población del país en un sistema de castas ( Songbun) según su lealtad al régimen en tres grupos distintos:
- Los leales: Lo forman los descendientes de los que combatieron contra la Ocupación japonesa y los familiares de los soldados fallecidos en la Guerra de Corea, así como los pequeños campesinos y los trabajadores. Los miembros de este grupo tienen derecho a residir en la capital y preferencias en el acceso a viviendas, alimentos, tratamiento médico y empleos.

- Los vacilantes: A este grupo pertenecen los familiares de artesanos, pequeños comerciantes, repatriados desde China e intelectuales. Están empleados como técnicos de baja formación y viven estrechamente vigilados.

- Los hostiles: Esta casta incluye a los descendientes y familiares de los que colaboraron con Japón durante la ocupación y de los enemigos del gobierno, así como los familiares de personas huidas al Sur, de empresarios, de personalidades religiosas y de aristócratas. A este grupo se le somete a los trabajos más peligrosos y duros en las regiones más remotas, reciben sus raciones de alimentos, sufren trabas a menudo a la hora de entrar en la escuela o de casarse y están sometidos a continua vigilancia.[7]

Pese a los informes de prensa que indican que el gobierno norcoreano anunció este sistema de castas, no se ha señalado ninguna fuente oficial proveniente del gobierno norcoreano donde se aprecien tales declaraciones.